# Campeonato Europeo de la UEFA Sub-19 2020
El Campeonato de Europa Sub-19 de la UEFA de 2020 estaba programado para ser la XIX edición del Campeonato de Europa Sub-19, organizado por la UEFA. La fase final se disputaba en Irlanda del Norte, entre el 19 de julio y 1 de agosto de 2020, pero debido a la pandemia de COVID-19, la UEFA anunció el 1 de abril de 2020 que el torneo había sido pospuesto hasta nuevo aviso, finalmente la UEFA anunció el 20 de octubre que el torneo se cancelaba.  
Irlanda del Norte, fue seleccionada por la UEFA el 9 de diciembre de 2016 para ser la sede del torneo. Anteriormente había organizado la edición del campeonato del año 2005.
Para las convocatorias, eran elegibles solamente jugadores nacidos luego del 1 de enero de 2001.

## Aplazamientos y cancelación
La fase final estaba programada originalmente para jugarse entre el 19 de julio y el 1 de agosto de 2020. Debido a la Pandemia de COVID-19, la UEFA anunció el 1 de abril de 2020 que el torneo había sido pospuesto hasta nuevo aviso. El 17 de junio de 2020, la UEFA anunció que la fase final se había reprogramado y se jugaría en dos períodos, con la fase de grupos jugada entre el 7 y el 14 de octubre de 2020, y la fase eliminatoria, que consistiría en la semifinales, el desempate y la final de la Copa Mundial Sub-20 de la FIFA, disputadas entre el 11 y el 14 de noviembre de 2020. 
Luego, la UEFA anunció el 13 de agosto de 2020 que, tras consultar con las 55 federaciones miembro, la fase final se había pospuesto aún más, con la fase de grupos disputada en noviembre de 2020 y la fase eliminatoria disputada en marzo de 2021. El 16 de septiembre de 2020, la UEFA anunció que el torneo se jugaría en marzo de 2021 en formato de eliminatoria directa, consistente en los partidos de cuartos de final, semifinales, final y play-off para decidir el quinto equipo que se clasificará para la Copa Mundial Sub-20 de la FIFA. 
Finalmente, el torneo fue cancelado por la UEFA el 20 de octubre de 2020.

## Equipos clasificados para la Copa Mundial Sub-20 de la FIFA
Los siguientes cinco equipos de la UEFA se clasifican para la Copa Mundial de Fútbol Sub-20 de 2021. Tras la cancelación del torneo, la UEFA nominó a los cinco países mejor clasificados en el ranking de coeficientes de la ronda de clasificación.
| Equipo       | Apariciones anteriores en la Copa Mundial de Fútbol Sub-20                  |
| ------------ | --------------------------------------------------------------------------- |
| Inglaterra   | 11 (1981, 1985, 1991, 1993, 1997, 1999, 2003, 2009, 2011, 2013, 2017)       |
| Francia      | 7 (1977, 1997, 2001 2011, 2013, 2017, 2019)                                 |
| Italia       | 7 (1977, 1981, 1987, 2005, 2009, 2017, 2019)                                |
| Países Bajos | 4 (1983, 1995, 2001, 2005)                                                  |
| Portugal     | 12 (1979, 1989, 1991, 1993, 1995, 1999, 2007, 2011, 2013, 2015, 2017, 2019) |